# Amitav Ghosh
Amitav Ghosh född 11 juli 1956 i Calcutta, är en indisk författare.
Ghosh växte upp i Calcutta, Bangladesh och Sri Lanka. Han studerade vid universiteten i Delhi, Alexandria och Oxford, där han blev filosofie doktor i socialantropologi. Han har undervisat vid universitet i Indien och USA och är nu bosatt i New York. Ghosh är en av centralgestalterna i den så kallade anglo-indiska boomen under 1990-talet. 
Amitav Ghosh besökte Sverige i september 2018 i samband med ett gästföreläsningsprogram i Stockholm. Han deltog digitalt på Bokmässan 2021 i ett samtal om böckerna Öarna och Den stora galenskapen.  Ghosh tilldelas Erasmuspriset 2024.